# Ceratotrochus franciscana
Ceratotrochus franciscana är en korallart som beskrevs av John Wyatt Durham och Barnard 1952. Ceratotrochus franciscana ingår i släktet Ceratotrochus och familjen Caryophylliidae. Inga underarter finns listade i Catalogue of Life.